# Tricolon
Een tricolon of drieslag is een stilistische figuur die uit drie vergelijkbare delen is opgebouwd. 
- ik heb het bed, de kamer en het huis verlaten[2]

Een beroemd voorbeeld van een tricolon is Veni, vidi, vici. Het tricolon wordt veel gebruikt in de ciceroniaanse retorica.
Uit de achttiende-eeuwse breedsprakige vertaling van Pro Archia:
- "Indien ik, Heeren Regters, eenigsins verstandig en geleerd was, waar op ik my niet te veel kan beroemen; of indien ik my in't pleiten iets geoeffent heb, waarin ik belyde een weinig ervaren te zyn; of soo ’er een andere soort is van kennisse, getrokken uit d’oeffeningen en onderwysingen der deftigste weetenschappen, waarvan ik toestaa, dat ik, geduurende myn geheele leeven niet afkeerig ben geweest; A. Licinius kan wel insonderheid de voordeelen van dit alles my afvorderen, met een voor hem selfs by naa verkreegen regt."

Het tricolon kan ook gebruikt worden voor zeer compacte formulering naar het ideaal van de brevitas. In taciteïsche stijl (zoals in de Nederlandsche histoorien van P.C. Hooft) kunnen zelfs zeer knap geconstrueerde tricola worden gevonden:
- "Het holgehongert volk, wyf, man, oudt, jonk, boordde bol en dik den oever, en ooverwelfde, zoo veel hun doenlyk viel, de vaart, met uitstrekken van schouderen, armen, en handen, om te bereyken, te vangen, te grabbelen, ’t broodt, haaring, kaaze, en andre spyzen hun toegesteeken oft geworpen, door de bootsluiden."

In deze zin worden de schouders gebruikt om te bereiken, de armen om te vangen en de handen om te grabbelen; daardoor wordt de opwinding van de massa beeldend uitgedrukt. Het volgende tricolon, dat van brood, haring en kaas, loopt met de beide eerste niet parallel. Het effect is een levendige voorstelling van de chaotische situatie.

## Tricolon crescens
Een tricolon crescens is een tricolon waarbij de delen een stijgende lijn vertonen. Het bevat een daarmee een zekere climax.
- Uren, dagen, maanden, jaren
vliegen als een schaduw heen[4]